# Elipsa Verstyle
Elipsa – mały polski samochód o napędzie elektrycznym, który został zaprezentowany po raz pierwszy w 2007 roku w Łodzi na wystawie w Łódź Art Center.

## Historia
Pomysłodawcą stworzenia marki samochodu Elipsa jest kanclerz Wyższej Szkoły Humanistyczno-Ekonomicznej w Łodzi, Makary Stasiak. Projektantem nadwozia samochodu jest Paulina Stępień – absolwentka Akademii Sztuk Pięknych w Łodzi, szefem zespołu technicznego projektu – Zbigniew Szklarski.
Pojazd jest produkowany przez Zakład Naprawczy Taboru Kolejowego w Radomiu. Powstaje w kilku różnych wersjach nadwoziowych: z drzwiami lub bez, z dodatkowymi siedzeniami ustawionymi tyłem do kierunku jazdy, kufrem lub skrzynią ładunkową.
Zakłady Naprawcze Taboru Kolejowego w Radomiu są przygotowane do produkcji na poziomie do 1000 sztuk tego pojazdu rocznie. Prace koncepcyjne nad pojazdem pochłonęły ponad 700 tysięcy złotych.

## Dane techniczne
Samochód rozwija prędkość do 50 km/h i ma kosztować około 30 tys. złotych. Przy pełnym naładowaniu baterii może przejechać maksymalnie 100 km.